# Else Kalshoven-Biermans
Elsa Martha Josephina Johanna Agnes (Else) Kalshoven-Biermans (Aken, 29 juli 1878 – Zaltbommel, 17 maart 1927) was een Nederlands schilder en schrijver.

## Leven en werk
Else Biermans werd geboren in Aken als dochter van med. dr. Leonard Hubert Biermans (1848-1885) en Johanna Gerardina Penning Nieuwland (1852-1928), lid van de familie Penning. Na het overlijden van vader verhuisde ze met haar moeder en zus naar Arnhem, waar ze de middelbare meisjesschool bezocht. Nadat haar moeder in 1892 hertrouwde, verhuisden ze naar Rotterdam. Ze kreeg een kunstzinnige opleiding aan de Academie van Beeldende Kunsten en Technische Wetenschappen, ze volgde schilderlessen in Brussel en na haar terugkeer bij Frederik Nachtweh. In 1899 behaalde ze de MO-akte Hoogduits. Ze trouwde een jaar later met de 18 jaar oudere Jacobus Wilhelmus Kalshoven (1859-1941). Hij was notaris in 's-Heerenbergh, waar het paar Villa Elsa bewoonde, later in Nijmegen (1912-1913) en Zaltbommel (vanaf 1913).
Kalshoven-Biermans schilderde vooral bloemstillevens en exposeerde onder meer bij Sint Lucas (1911), met Jan Mankes en David Schulman in de Larense Kunsthandel (1912), tijdens De Vrouw 1813-1913 en bij Kunsthandel Gerbrands te Utrecht (1922). Ze was geïnteresseerd in de studie van paddenstoelen, waar ze tekeningen en aquarellen van maakte. Ze hield zich als lid en consul van de Nederlandse Mycologische Vereniging ook bezig met de organisatie van paddenstoellententoonstellingen. 
Auteur
In 1907 verscheen Kalshovens eerste publicatie, Hollandsche veldbloemen, waarin telkens een door haar gekleurde plaat van veldbloemen tegenover een kleurplaat was gezet. 

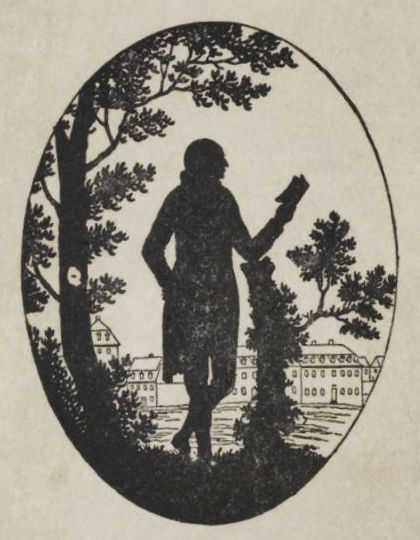
Detail kaft Schimmen uit Weimar (1923)

In 1923 kwam zij met Schimmen uit Weimar, waarin zij fragmenten uit de briefwisselingen van Goethe opnam, die zij aankleedde met dertig silhouetten. Een jaar later verscheen haar 'romantische geschiedenis' over de 19e-eeuwse Duitse vondeling Kaspar Hauser, die een zoon zou zijn van Karel van Baden en Stéphanie de Beauharnais.
Else Kalshoven-Biermans overleed in 1927, op 46-jarige leeftijd.

## Publicaties
- 1907 Hollandsche veldbloemen : Kleurboek. Utrecht: W. de Haan.
- 1914 "Van kraaienleven", De Levende Natuur 19 (11), p. 256-258.
- 1923 Schimmen uit Weimar : uit Goethe's brieven. Zaltbommel: NV Uitgeversmaatschappij en boekhandel v/h P.M. Wink.
- 1924 Kaspar Hauser, Romantische geschiedenis deel III. Zaltbommel: NV Uitgeversmaatschappij en boekhandel v/h P.M. Wink.

- Biografisch Portaal: 36874841
- International Standard Name Identifier: 0000 0003 9212 8927
- Nederlandse Thesaurus van Auteursnamen: 067613683
- RKD-Nederlands Instituut voor Kunstgeschiedenis: 43322
- Virtual International Authority File: 286135084